# Ultimate
O ultimate, original e comumente também conhecido como ultimate frisbee, é um esporte coletivo praticado com um disco. O objetivo do jogo consiste em marcar pontos passando o disco para um companheiro de equipe na área adversária, tem semelhanças com o rugby, basquetebol e o futebol americano. O jogador em posse do disco não se pode movimentar em campo, e o seu defensor tem de evitar qualquer contacto físico. O esporte se diferencia pelo "espírito do jogo" - princípios de fair-play e pelo seu caráter esportivo que permitem que o desporto possa ser jogado sem um juiz. O "espírito do jogo" é geralmente avaliado em cinco categorias diferentes: conhecimento das regras, faltas e contacto físico, imparcialidade, atitude positiva e autocontrolo, e comunicação. Cada uma das categorias é pontuada entre 0 e 4, com o 2 ocorrendo quando ambas as equipas concordam que não houve nada de relevante a acontecer durante o jogo. Em vários torneios, existem duas premiações geralmente, um para o vencedor do torneio e um para o vencedor do espírito de jogo.
O número de jogadores varia de acordo com o ambiente em que é jogado, sendo geralmente cinco jogadores na praia e recintos fechados e sete no campo. O ultimate pode ser jogado nas modalidades open, misto e feminino. Em open tanto homens como mulheres podem participar, no entanto as equipas geralmente são dominadas por homens, enquanto que em misto a proporção de homens e mulheres em jogo necessita de ser sempre cerca de metade.

## História
Na década de 60, nos Estados Unidos, a partir de uma brincadeira de arremesso de pratos de tortas em uma loja chamada Frisbie’s entre universitários, o Frisbee tornou-se um desporto bastante praticado na época, onde começaram a ser fabricados os primeiros discos, feitos de plástico e pesando 175 gramas. Devido ao termo Frisbee ser uma marca registada, o nome da modalidade foi alterado para evitar conflitos futuros, passando-se a chamar: ultimate. Partindo dos Estados Unidos para a Europa, o ultimate chegou a Portugal na década de 90 através de Patrick van der Valk.

### No Brasil
O ultimate chegou ao Brasil em meados de 1980, sendo utilizado como uma brincadeira. Inicialmente era apenas um disco lançado, para alguém, e hoje em dia se tornou um esporte que vem ganhando espaço com o passar do tempo.
Se for observado é possível fazer uma linha do tempo analisando desde 1959 quando uma empresa patenteou a logomarca "frisbee" até os dias de hoje. Em 1998 a primeira delegação brasileira participou do campeonato mundial de seleções, e o Brasil conquistou o quarto lugar na categoria mista. O Brasil não parou e com sua seleção brasileira em 1999 participou do campeonato mundial de clubes, e conquistou o décimo lugar e no ano seguinte no campeonato mundial de seleções terminou em décimo primeiro. A partir disso participou de várias competições e começou a se apropriar também do ultimate de praia só aumentando cada vez mais lista de competições e títulos.
O ultimate é um esporte competitivo e estratégico, que através das atitudes dos jogadores e sem intervenção de juízes, atinge a meta de levar o disco até o final do campo do adversário.

## Regras
O ultimate pode ser jogado em campo/relva, praia ou pavilhão. Cada uma das modalidades tem regras e dimensões de campo diferentes. As regras do ultimate de campo são:

### Ultimatede campo

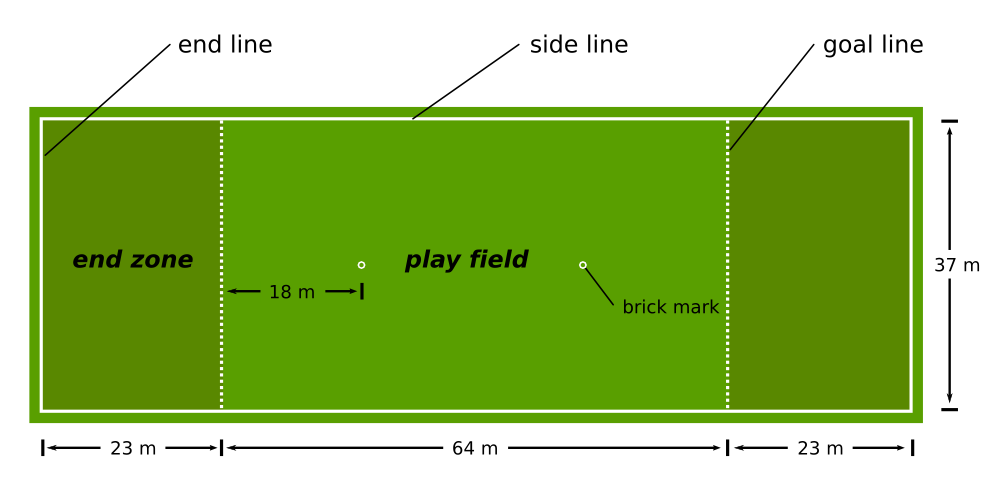
Campo de ultimate de relva

O ultimate de campo é jogado num retângulo de cem metros de comprimento por trinta e sete de largura. Duas endzones com dezoito metros de comprimento e os trinta e sete de largura estão localizadas nos dois extremos do campo. Geralmente, duas marcas de brick são sinalizadas a dezoito metros das endzones, na centralidade do campo. Podem ser usados quaisquer discos desde que acordado entre os capitães de ambas as equipas. A linha delimitadora não faz parte do campo. É permitido ao disco voar fora da linha de perímetro e entrar novamente em campo. Qualquer jogador pode também também sair do campo de jogo mas estará automaticamente fora caso manuseie o disco com um apoio fora do campo ou em cima da linha. Considera-se que foi marcado ponto quando um jogador em campo recebe um passe válido e o seu primeiro ponto de contacto com o solo se encontra dentro da endzone para onde estava a atacar.

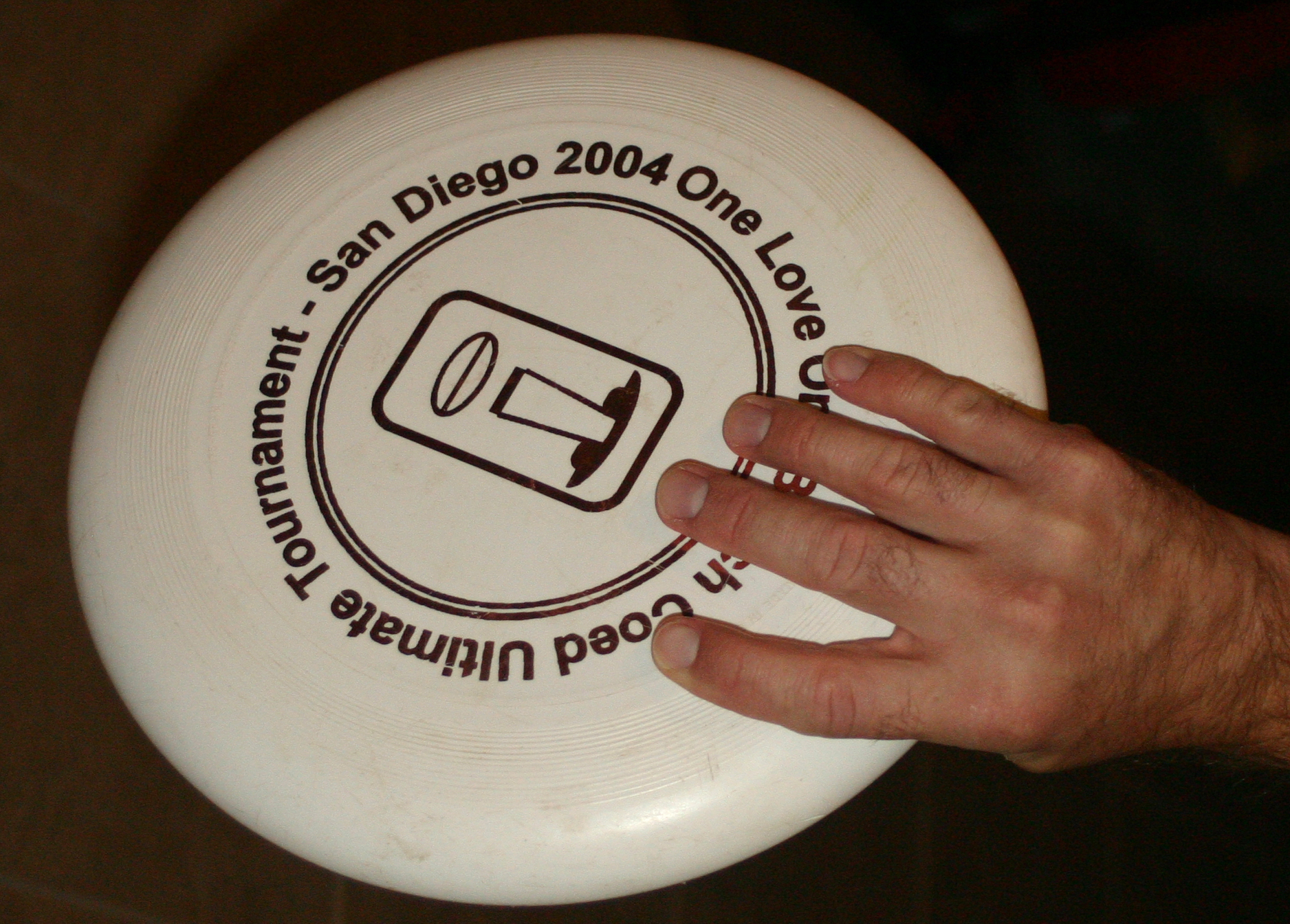
Disco típico de ultimate

O jogo termina quando a primeira equipa marca dezassete pontos. Realiza-se um intervalo quando uma das equipas marca nove pontos. Desde que acordado entre todas as equipas, podem ser feitas variações à estrutura base  do jogo, tendo em conta a realização de competições especiais, número de participantes, idade dos jogadores ou espaço disponível.
Cada equipa pode colocar até sete jogadores em campo, não podendo nunca ter menos de cinco. As substituições são ilimitadas mas só podem ser efetuadas quando entre a marcação de um ponto e o início do pull, ou em caso de lesão. Neste último caso, ambas as equipas podem substituir um jogador.

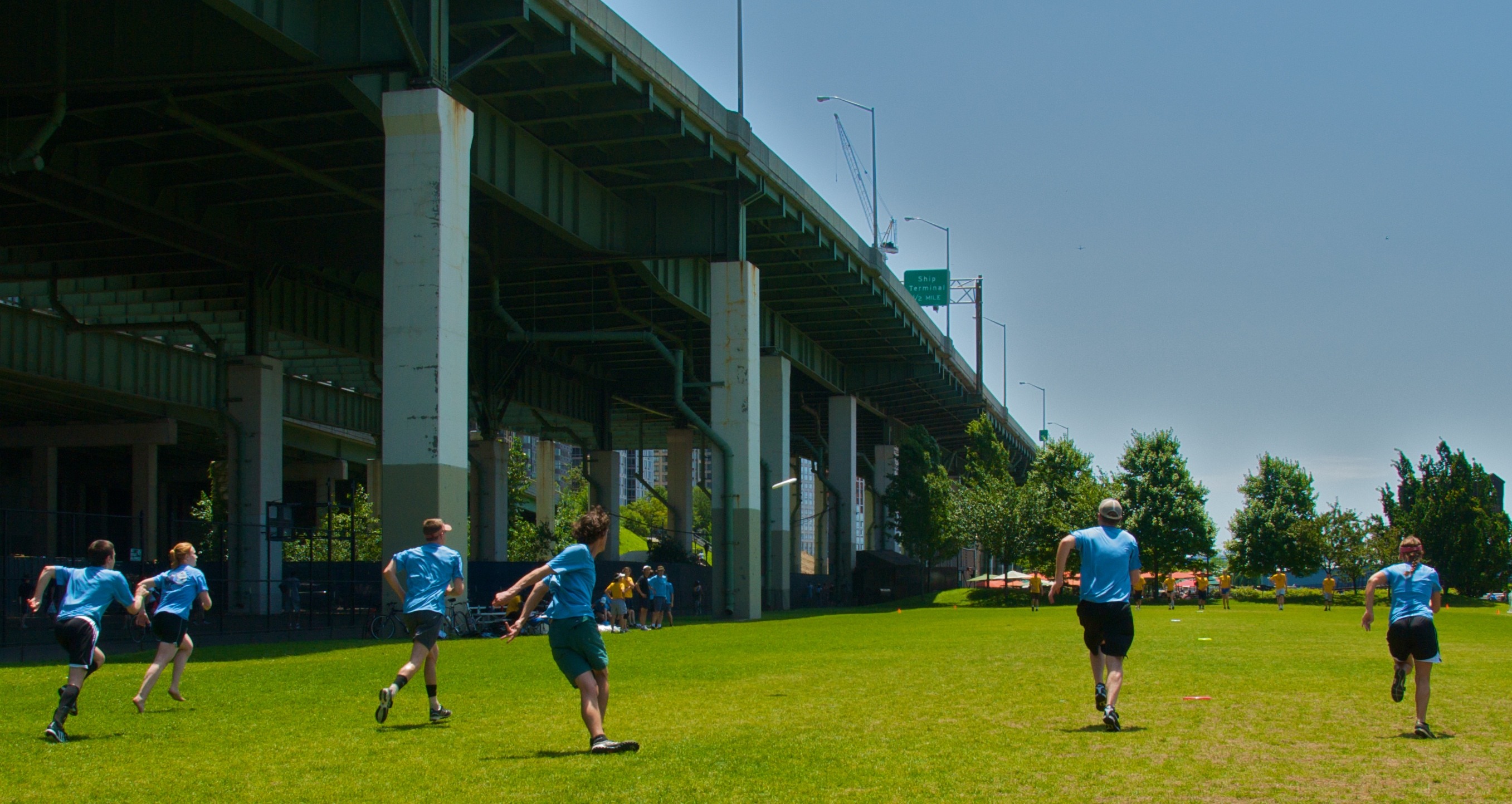
Equipe de ultimate realizando um pull

O jogo inicia-se com um lançamento chamado pull. O pull também efetuado após a marcação de um ponto. Este lançamento consiste em enviar o disco para a equipa adversária que irá começar em ataque.
Em caso de interrupção, quer por pausa, falta, disputa de posse, disputa de ponto, lesão, discussão, o jogo é retomado através do check que deve ser efetuado o mais depressa possível. O jogador que reinicia a partido deve certeficar-se junto do jogador adversário mais próxima que a sua equipa está pronta para retormar a partida.
Um turn ou turnover transfere a posse do disco de um equipa para a outra e ocorre quando:
- O disco entra em contato com o solo quando não está na posse de um jogador atacante (um down);
- O disco é entregue por um jogador atacante a um colega de equipa sem nunca ter deixado de estar em contacto com ambos os jogadores (um “hand-over”);
- O lançador desvia intencionalmente um passe para si próprio através de outro jogador (uma “defleção”);
- Ao tentar um passe, o lançador volta a entrar em contato com o disco após o seu lançamento e antes deste ser tocado por outro jogador (um “toque duplo”);
- Um passe é interceptado por um jogador adversário (uma “interceptação”);
- O disco fica fora do campo de jogo (um “fora de campo”);
- O lançador não lança o disco até o defensa que o marca começar a dizer a palavra dez da contagem (uma “stall-out”);
- Ocorre uma falta atacante não contestada;
- Durante o pull, a equipa defensiva toca no disco antes deste entrar em contacto com o solo, e falha a recepção do mesmo (um “dropped pull”).

## Ultimateno Brasil
A Federação Paulista de Disco deu início às suas atividades em 2002, na cidade de São Paulo. Os seus objetivos foram a organização, estruturação e desenvolvimento de todos os esportes praticados com o disco. A Federação Paulista de Disco é filiada à WFDF – Word Flying Disc Federation que é a Federação Mundial de Disco e com isso passa a ter obrigação de seguir os regulamentos por ela imposta. A Federação Paulista de Disco é responsável pelo desenvolvimento dos esportes em todo o estado com a obrigação de oferecer toda assistência para os jogadores do ultimate, além de ser responsável por desenvolver anualmente os campeonatos.
No estado de Rio Grande do Sul foi criada a Associação Sul-Rio-Grandese de esportes de disco (ASRED) em 2018 e promove a prática da modalidade no estado junto com um projeto de extensão na UFRGS. A ASRED nasceu de uma iniciativa de jogadores do time Cusco Voador de Porto Alegre.  
Com o objetivo de promover e impulsionar a prática do esporte com disco no estado do Rio de Janeiro foi fundada a Associação Carioca de Disco (ACD) em 2019, pelos jogadores da equipe competitiva da cidade, o Callithix Ultimate Clube. 
Adicionalmente, em 2019, foi criada a Organização Ultimate Brasil (OUB) Embora não seja de caráter oficial aos olhos da burocracia brasileira, representa praticantes de ultimate de todos os estados do Brasil. Inclusive, foi a organização encarregada de fazer a tradução oficial das regras da Federação Mundial de Disco Voador - WFDF ao português brasileiro. 

### Times deultimateno Brasil
- Callithrix Ultimate Clube Rio de Janeiro (Rio de Janeiro - Mixed)
- Ultimate Frisbee Porto Alegre - Cusco Voador (Porto Alegre - Mixed)
- Disco Minas - Ultimate Frisbee BH (Belo Horizonte - Mixed)
- Elektra Ultimate Team (São Paulo - Feminino)
- FOG'S Frisbee Ribeirão Pires (Ribeirão Pires - Mixed)
- Halflings Ultimate Frisbee (São Paulo/USP - Mixed)
- Los Pragas do frisbee (São Paulo - Mixed/Open)
- NGF Loco Ultimate (São Paulo - Mixed/Open)
- Mangues - Ultimate Frisbee, Recife (Recife - Mixed)
- Ouroboros Ultimate Frisbee - Manaus (Manaus - Mixed)
- Rayas Ultimate Frisbee - (Ribeirão Preto/SP - Mixed)
- São Paulo R.Evolution (São Paulo - Mixed/Feminino/Open)
- Solaris Ultimate (São Paulo - Feminino)
- SoulFrisbee (São Paulo - Mixed/Open)
- Strix (via Ultimate Frisbee UnB) (Brasília - Mixed)
- Teen Spirit (São Paulo - Mixed)
- UP - Ultimate Players (Brasilia - Mixed)
- Frisbravus (via Ultimate Frisbee UFLA) (Lavras - Mixed)
- Ventopanas Ultimate Frisbee Uberlândia (Uberlândia - Mixed)
- Zero Ultimate Frisbee Oficial - ZUFO  (Rio de Janeiro - Mixed)

## Ultimateem Portugal
Apesar de não existir uma federação portuguesa de ultimate, existem várias equipas que praticam a modalidade:
- Disc'Over Lisboa (Lisboa)
- Gambozinos (Aveiro)
- Javalis de São Luís (Odemira)
- LFO — Leiria Flying Discs (Leiria)
- LUC — Lisbon Ultimate Club (Lisboa)
- UFA — Ultimate Frisbee Algarve (Portimão)
- Vira'o'Disco (Palmela)